# Jaak Mae
Jaak Mae (Järva-Jaani, 25 febbraio 1972) è un ex fondista estone.

## Biografia
In Coppa del Mondo esordì il 9 gennaio 1994 a Kavgolovo (38°) e ottenne il primo podio il 12 gennaio 2002 a Nové Město na Moravě (2°).
In carriera prese parte a cinque edizioni dei Giochi olimpici invernali, Lillehammer 1994 (35° nella 10 km, 59° nella 30 km, 40° nell'inseguimento, 11° nella staffetta), Nagano 1998 (6° nella 10 km, 11° nella 30 km, 15° nell'inseguimento, 10° nella staffetta), Salt Lake City 2002 (3° nella 15 km, 8° nell'inseguimento, 9° nella staffetta), Torino 2006 (5° nella 15 km, 8° nella staffetta) e Vancouver 2010 (30° nella 50 km, 14° nella staffetta), e a nove dei Campionati mondiali, vincendo una medaglia.

## Palmarès

### Olimpiadi
- 1 medaglia:
  - 1 bronzo (15 km a Salt Lake City 2002)

### Mondiali
- 1 medaglia:
  - 1 argento (15 km a Val di Fiemme 2003)

### Coppa del Mondo
- Miglior piazzamento in classifica generale: 6º nel 2002
- 7 podi (tutti individuali[1]):
  - 3 secondi posti
  - 4 terzi posti